# Oddone I di Narbona
Oddone, Odó in catalano e Odo in spagnolo (seconda metà secolo IX – prima del 936), è stato un nobile franco, visconte di Narbona dall'924 fino alla sua morte.

## Origine
Oddone, secondo il documento n° 50 delle Preuves de l'Histoire générale de Languedoc: avec des notes et les pièces, Volume 5 era figlio del Visconte di Narbona, Franco II, e della moglie Arsinda di Empúries, che secondo il documento n° 55, paragrafo II, delle Preuves de l'Histoire générale de Languedoc: avec des notes et les pièces, Volume 5, datato 10 aprile 931, inerente a una donazione fatta dai fratelli, Guadaldo, vescovo di Elne e Gausberto, conte di Rossiglione e Empúries (Waldaldus gratia Dei sedis Elenensis et Gauzbertus comes) in suffragio dei genitori Sunyer e Ermengarda e dei fratelli Bencione, conte di Empúries e Elmerado, vescovo di Elne (Suniario comite et uxori Ermengardis et Bencone comite et Almerado episcopo) e del cognato Franco e la moglie Arsinda (Franchone vicecomite et uxori suae Eirtsinde), era figlia del conte d'Empúries, e di Rossiglione, Sunyer II di Empúries.

Di Franco II di Narbona non si conoscono gli ascendenti.

Secondo la Gran enciclopèdia catalana - vescomtat de Narbona era figlio del Visconte di Narbona, Maiol I e della moglie, Raimonda di Tolosa, che secondo lo storico francese, specializzato nella genealogia dei personaggi dell’Antichità e dell'Alto Medioevo, era figlia del Conte di Tolosa, Raimondo I.

Secondo altri era figlio del Visconte di Narbona, Franco I e della moglie di cui non si conoscono né il nome né gli ascendenti.

## Biografia
Di Oddone si hanno poche notizie.

La penisola iberica con a nord la marca di Spagna e Tolosa verso la metà del IX secolo

Oddone viene citato come visconte di Narbona, nella Gran enciclopèdia catalana - vescomtat de Narbona, come successore e figlio di Franco II e la Gran enciclopèdia catalana - Odó I de Narbona conferma che Oddone succedette al padre.

Anche Jacqueline Caille, nel suo Vicomtes et vicomté de Narbonne, Des origines au début du xiiie siècle, cita Oddone come successore di Franco II.
Franco II era morto nel corso del 924; infatti, secondo il documento n° 50 delle Preuves de l'Histoire générale de Languedoc: avec des notes et les pièces, Volume 5, datato 17 dicembre 924, inerente a una donazione all'abbazia di Montolieu fatta da Oddone, citato col titolo di visconte, assieme a sua moglie Richilde (Oddo, nutu Dei vicecomes cum uxore mea nomine Richelde) e dichiara di aver ereditato le terre date in dono dal padre Franco e dalla madre Arsinda (genitoris nomine Franconis et meæ genetricis nomine Ersindis), deceduti (qui fuerunt quondam).
Nel 931, secondo la Gran enciclopèdia catalana - Odó I de Narbona Oddone viene citato nell'atto di donazione alla chiesa di Elne, concesso dallo zio (fratello della madre) Guadaldo, vescovo di Elne.
Nel marzo 933, Oddone, con Teudo, Visconte di Béziers (Teudo et Odo vicecomites), secondo il documento n° 58 delle Preuves de l'Histoire générale de Languedoc: avec des notes et les pièces, Volume 5, fu esecutore testamentario del vescovo di Béziers Reginaldo (quondam Reginardus episcopus).

Anche Jacqueline Caille, nel suo Vicomtes et vicomté de Narbonne, Des origines au début du xiiie siècle, cita questo avvenimento.
Non si conosce l'anno esatto della morte di Oddone, comunque nel documento n° LXXII della Marca Hispanica sive Limes hispanicus, datato 936, inerente alla compravendita di una proprietà, compaiono solo la moglie, Richilda, col titolo di viscontessa (Richildes vicecomitissa) ed il figlio primogenito, Matfredo (Mathfredus), come firmatario.

Comunque a Oddone succedette Matfredo, assieme al fratello, Maiol, sotto tutela della loro madre, Richilda.

## Matrimonio e discendenza
Oddone, prima del 924, aveva sposato Richilda, che, secondo il documento n° LXXII della Marca Hispanica sive Limes hispanicus, era figlia del conte di Barcellona, Gerona e Osona, Goffredo II Borrell, e di Garsinda di Tolosa (Richildes vicecomitissa filia Borelli comitis et filia Garsindis comitissa).

Nel 926, Richilda, col titolo di Viscontessa (Richildis vicecomitissa), controfirmò il documento n° 52 delle Preuves de l'Histoire générale de Languedoc: avec des notes et les pièces, Volume 5, inerente a una donazione fatta alla cattedrale di Narbona.

Anche Jacqueline Caille, nel suo Vicomtes et vicomté de Narbonne, Des origines au début du xiiie siècle, cita questo avvenimento.

Nel marzo 933, Richilda, col titolo di Viscontessa (Richildis vicecomitissa), controfirmò il documento n° 57 delle Preuves de l'Histoire générale de Languedoc: avec des notes et les pièces, Volume 5, inerente a un giudizio tenuto a Narbona.

Anche Jacqueline Caille, nel suo Vicomtes et vicomté de Narbonne, Des origines au début du xiiie siècle, cita questo avvenimento.

Nel 955, Richilda, col titolo di Viscontessa (Richildis vicecomitissa), controfirmò il documento n° 98 delle Preuves de l'Histoire générale de Languedoc: avec des notes et les pièces, Volume 5, inerente a un giudizio tenuto a Narbona.

Anche Jacqueline Caille, nel suo Vicomtes et vicomté de Narbonne, Des origines au début du xiiie siècle, cita questo avvenimento.

Richilda morì nel 362, anno in cui fece testamento

Oddone da Richilda ebbe due figli:
- Matfredo, Visconte di Narbona[17];
- Maiol, Visconte di Narbona[5].

### Fonti primarie
- (LA)  #ES Histoire générale de Languedoc avec notes et pièces justificatives, Volume 5.
- (LA)  #ES Marca Hispanica sive Limes hispanicus.

### Letteratura storiografica
- (LA)  (FR)  Jacqueline Caille. Vicomtes et vicomté de Narbonne, Des origines au début du xiiie siècle.